# Установки гідравлічних поршневих насосів

Схема компоновки обладнання УГПН: а — підйом насоса; б — робота насоса; 1 — трубопровід; 2 — ємність для робочої рідини; 3 — всмоктувальний трубопровід; 4 — силовий насос; 5 — манометр; 6 — сепаратор; 7 — викидна лінія; 8 — напірний трубопровід; 9 — обладнання гирла свердловини; 10 — НКТ (63 мм); 11 — НКТ (102 мм); 12 — обсадна колона; 13 — гідропоршневий насос (скидального типу); 14 — сідло гідропоршневого насоса; 15 — посадковий конус; 16 — зворотний клан; І — робоча рідина; ІІ — видобута рідина; IIІ — суміш відпрацьованої та видобутої рідин.

Установки гідравлічних поршневих насосів (УГПН) призначені для експлуатації високодебітних глибоких свердловин, продукція яких не містить механічних домішок.

## Схема і принцип дії УГПН
Обладнання УГПН складається із наземної та зануреної частин. Наземна частина включає силовий та підпірний насоси, ємність і обладнання для підготовки силової рідини, систему трубопровідводів і кранів, а також контрольно-вимірювальні прилади. Занурений агрегат УГПН складається з трьох основних елементів: поршневого гідравлічного двигуна, плунжерного (поршневого) насоса, з'єднаних між собою жорстким штоком, і золотникового керуючого пристрою, привод якого здійснюється від з'єднувального жорсткого штока (золотниковий пристрій гідравлічного типу). Занурений агрегат є складною гідравлічною машиною з дуже високою точністю виготовлення пар тертя: «поршень-циліндр» гідродвигуна; «поршень (плунжер)циліндр» насоса та гідравлічного золотникового пристрою. Гідропоршневі насосні установки (рис. 10.11) складаються з поршневого гідравлічного двигуна і насоса 13, установленого в нижній частині НКТ 10, силового насоса 4, розташованого на поверхні, ємності 2 для відстоювання рідини і сепаратора 6 для її очищення. Насос 13, скидається з поверхні в НКТ 10 і сідає в сідло 14 та ущільнюється у посадковому конусі 15 під впливом тиску робочої рідини, що нагнітається у свердловину по центральній колоні НКТ 10. Золотниковий пристрій направляє рідину в простір над або під поршнем двигуна, і тому він робить вертикальні зворотно-поступальні рухи. Нафта зі свердловини всмоктується через зворотний клапан 16 і направляється у кільцевий простір між внутрішньою 10 і зовнішньою 11 колонами НКТ. У цей простір із двигуна надходить і відпрацьована рідина (нафта), тобто по кільцевому простору на поверхню піднімається одночасно видобута і робоча рідина. При підйомі насоса змінюється направлення нагнітання робочої рідини, яку подають у кільцевий простір.
Розрізняють гідропоршневі насоси одинарної і подвійної дії, з роздільним і спільним рухом видобувної рідини з робочою і т. ін.